# En nombre del amor
En nombre del amor, est une telenovela mexicaine diffusée en 2008-2009 par Televisa.

## Distribution
- Allison Lozz - Paloma Espinoza de los Monteros Diaz/Paloma Gamboa Espinoza de los Monteros de Saenz
- Sebastian Zurita - Emiliano Saenz Noriega
- Leticia Calderón - Carlota Espinoza de los Monteros Diaz
- César Évora - Don Eugenio Lizardi
- Laura Flores - Camila Ríos
- Natalia Esperón - Luz Laguillo
- Victoria Ruffo -  Macarena Espinoza de los Monteros Diaz
- Arturo Peniche - Padre Cristobal Gamboa Martelli
- Altair Jarabo - Romina Mondragon Ríos
- Zoraida Gómez - Liliana Vega
- Alfredo Adame - Rafael Sáenz
- Víctor Cámara - Orlando Ferrer
- Magda Guzmán - Rufina Martínez "Rufi"
- Carmen Montejo - Madeleine Martelli
- Olivia Bucio - Diana Gudelia Noriega de Sáenz
- Luis Gatica - Mariano Cordero
- Gerardo Murguía - Juan Carmona
- Marco Munoz - Basilio Gaitán
- Luis Hacha - Iñaki Iparraguirre
- Ferdinando Valencia - Germán Altamirano
- Pablo Magallanes - Aarón Eugenio Cortázar
- Conrado Osorio - Roberto
- Queta Lavat - Madre Superiora
- Angelina Peláez - Arcadia Ortíz
- Lucero Lander - Inés Cortázar
- Eduardo Liñán - Padre Benito Farías
- David Ostrosky - Dr Rodolfo Bermúdez
- Yolanda Ventura - Angélica Ciénega
- Paty Díaz - Natalia Ugarte Vda. de Iparraguirre
- Zoila Quiñonez - Meche
- Ramon Abascal - Joel Martínez
- Jorge Alberto Bolaños - Samuel Mondragón
- Haydee Navarra - Miriam
- Sergio Catalán - Darío Peñaloza
- Hugo Macías Macotela - Padre Mateo
- Manuel Navarro - Alonso Iparraguirre
- Eduardo Capetillo - Javier Espinoza de los Monteros
- Bibi Gaytán - Sagrario Díaz de Espinoza de los Monteros
- Manuel Capetillo Villaseñor - Edmundo
- Iliana de la Garza - Felipa
- Alfonso Iturralde - Juancho
- Lola Forner - Carmen
- Luciano Collado Calderón - Luciano
- Victor Luis Zuñiga - Raul
- Rubén Cerda - Juez
- Álex Perea - Alejandro
- Regina Rojas - Mónica Dávila
- Mago Kadima - Lic. Rojas
- Erick Elías - Gabriel Lizardi
- Claudia Godinez - Ana Mar
- Rafael Valdez - Chava
- Carlos Girón - Eric
- Yanni - Paloma Espinoza de los Monteros (Enfant)
- Georgina Domínguez - Romina Mondragón Ríos (Enfant)
- Luciano Corigliano - Emiliano Sáenz Noriega (Enfant)

## Diffusion internationale
- Canal de las Estrellas (Mexique): Lundi à vendredi à 18h00
- Amérique latine - Canal de las Estrellas (Amérique latine)
- RCN Television
- Telemetro Panamá
- America Television
- Televicentro de Nicaragua Canal 2
- TCS
- MEGA (2009, 2013) / La Red (2011)
- Venevision
- Repretel
- La 1
- Univision
- Univision
- POP TV
- RTV Pink
- Pink BH
- Pink M
- Gama TV
- LaTele
- Teledoce
- Telemicro
- Canal 9
- Rete 4
- NOVA TV
- Imedi TV
- TV Asahi
- ABC1
- TV2
- TF1
- ORF
- Westdeutscher Rundfunk
- Schweizer Fernsehen
- Global
- BBC
- Telenovela Channel (comme In the Name of Love du 14 novembre 2011 au 6 juillet 2012)
- AD DRAMA

## Autres versions
- Cadenas de amargura (1991), réalisé par Luis Vélez, produit par Carlos Sotomayor pour Televisa; avec Daniela Castro, Raúl Araiza, Diana Bracho et Delia Casanova.

### Sources
- (es) Cet article est partiellement ou en totalité issu de l’article de Wikipédia en espagnol intitulé « En nombre del amor » (voir la liste des auteurs).